# Informatica (azienda)
Informatica LLC (NASDAQ: INFA) è un'azienda statunitense che produce software per l'integrazione dei dati. La società, fondata nel 1993 in California, ha la sua sede centrale a Redwood City.
Dal 2020 Amit Walia è l'AD di Informatica. L'azienda conta oggi più di 4 400 clienti ed è presente in 26 paesi, tra i quali l'Italia (sede principale a Milano).

## Attività
Informatica, grazie alla sua piattaforma Informatica 10.2, fornisce alle aziende una soluzione completa, unificata e aperta, in grado di integrare tutte le fonti dati aziendali, indipendentemente dalla loro dimensione e complessità sia che si trovino all'interno sia che risiedano all'esterno dell'azienda (applicazioni legacy, fonti di terze parti o nel cloud).

## Prodotti
Informatica 10.2 è la soluzione di Informatica ideata specificamente per l'integrazione dei dati.
La piattaforma comprende:
- Informatica PowerCenter: uno strumento di ETL per l'integrazione dei dati.
- Informatica Data Quality: aiuta a profilare, validare e migliorare la qualità dei dati aziendali.
- Informatica MDM: risponde ai bisogni di integrazione, profilazione, qualità e gestione dei Master Data.
- Informatica ILM (Data Archive, Data Masking, Data Subset): un insieme di soluzioni software in grado di gestire tutte le fasi del ciclo di vita dei dati.
- Informatica Identity Resolution: consente di risolvere i problemi di business relativi al riconoscimento delle identità.
- Informatica B2B Data Transformation / Informatica B2B Data Exchange: una gamma di soluzioni che rispondono ai bisogni di estrazione, scambio e trasformazione di qualsiasi tipo di dati, strutturati e non, indipendentemente dal formato, dalla complessità e dalla dimensione.
- Informatica On Demand: è la soluzione cloud computing che copre tutte le fasi dell'integrazione dei dati.

## Risultati finanziari
Nel 2010, l'azienda ha registrato un fatturato pari ad oltre 650 milioni di Euro, confermando negli ultimi 5 anni un tasso di crescita annuale del 20%.

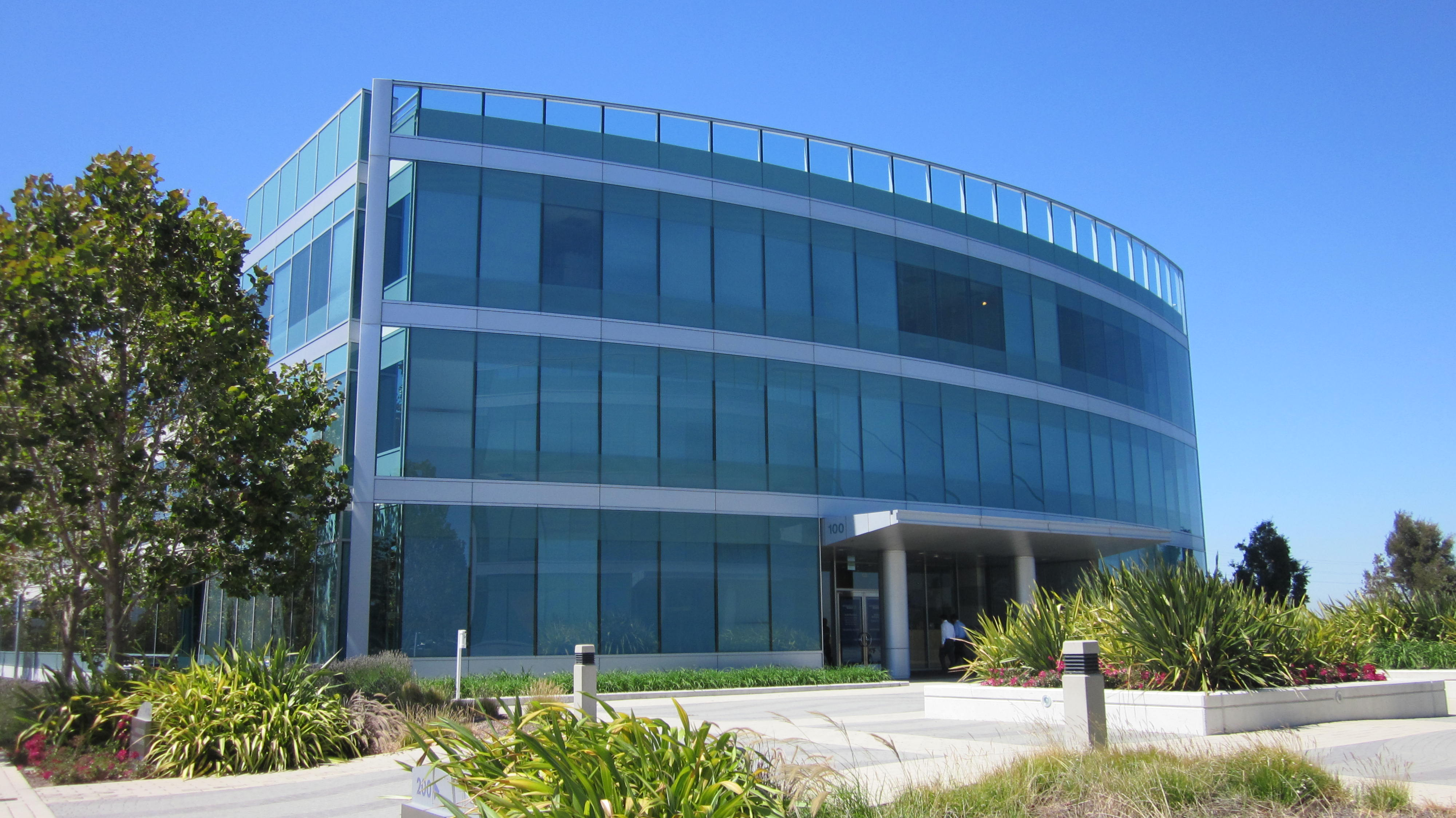
Sede di Informatica a Redwood City

| Anno | Fatturato                |
| ---- | ------------------------ |
| 2005 | 267,4 milioni di dollari |
| 2006 | 324,6 milioni di dollari |
| 2007 | 391,3 milioni di dollari |
| 2008 | 455,7 milioni di dollari |
| 2009 | 500,7 milioni di dollari |
| 2010 | 650,1 milioni di dollari |

## Acquisizioni
- 1999: Influence Software, Business Intelligence
- 2000: Zimba, Mobile Applications
- 2003: Striva Corporation, Data Integration
- 2006: Similarity Systems, Data Quality
- 2006: Itemfield, B2B Data Transformation
- 2008: Identity Systems, Identity Resolution
- 2009: Applimation, Application ILM
- 2009: Address Doctor, Address Validation
- 2009: Agent Logic, Complex Event Processing
- 2010: Siperian, Master Data Management
- 2010: 29West, Ultra Messaging
- 2011: WisdomForce, Data Replication
- 2011: ActiveBase, Dynamic Data Masking

## Riconoscimenti
- Leader nella Data Quality (fonte: Magic Quadrant 2011, Gartner) [collegamento interrotto], su gartner.com.
- Leader nella Data Integration (fonte: Magic Quadrant 2010, Gartner) [collegamento interrotto], su gartner.com.
- Leader nel Master Data Management (fonte: Magic Quadrant 2010, Gartner) [collegamento interrotto], su gartner.com.